# Moisès Broggi

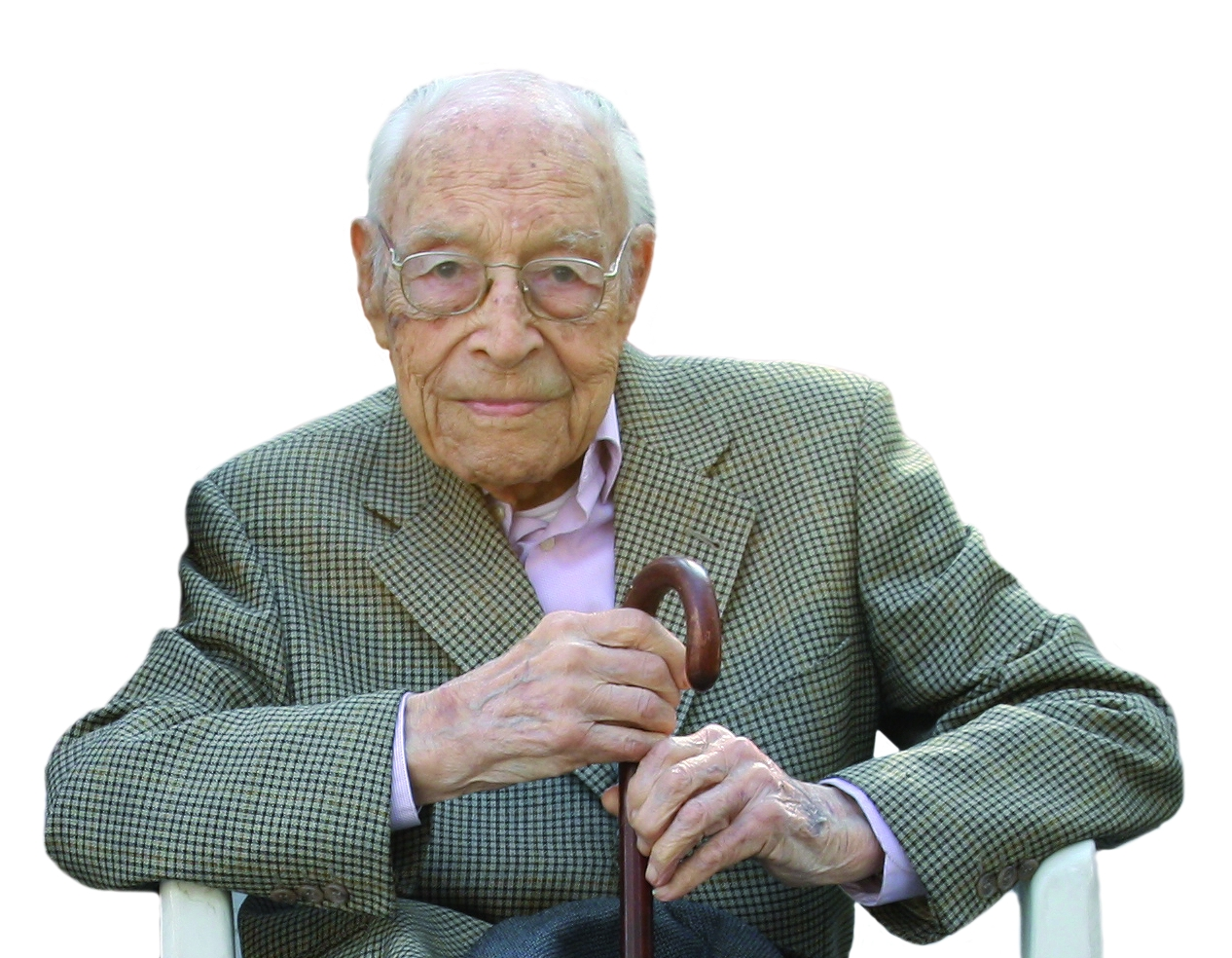
Moisès Broggi (2011)

Moisès Broggi i Vallès (* 18. Mai 1908 in Barcelona; † 31. Dezember 2012 ebenda) war ein spanischer Arzt und Pazifist.

## Leben und Karriere
Broggi wurde 1908 in Barcelona geboren. Seine Eltern waren Antoni Broggi und Elisa Vallès. Er studierte Humanmedizin an der Universität Barcelona und spezialisierte sich im Fach Chirurgie. 1931, während der Spanischen Republik, schloss er das Studium ab. 
Mit Beginn des Spanischen Bürgerkriegs trat Moisès Broggi der medizinischen Abteilung der Internationalen Brigaden bei.
Kurz vor Kriegsende nahm Broggi eine Stelle im Vallcarca ein, der späteren allgemeinchirurgischen Abteilung des Hospital Clínic de Barcelona. Mit dem franquistischen Sieg 1939 wurde er seiner Stelle enthoben und einer Gesinnungsprüfung des Regimes unterworfen. Vor einem Standgericht wurde eine Beschäftigung Broggis im öffentlichen Dienst untersagt. Er setzte daraufhin seine berufliche Laufbahn in privaten Kliniken in Terrassa und später in Barcelona fort. Bis in die 1980er Jahre war Broggi beruflich aktiv. 
Mit seiner Frau Angelina, die er 1941 heiratete, hatte Moisès Broggi sechs Kinder.

## Politisches Engagement
Beide Elternteile Broggis waren Anhänger der nationalkonservativen katalanischen Partei Lliga Regionalista, die ein autonomes Katalonien innerhalb des spanischen Staats anstrebte. Sein Bruder Santiago dagegen war ein engagiertes Mitglied der separatistischen Partei Estat Català, die militant für einen unabhängigen Staat kämpfte. Auch Moisès Broggi verstand sich immer als „Katalanist“ und wurde in späteren Jahren immer stärker zum Anhänger eines unabhängigen katalanischen Staates. 2009 schloss sich der damals Hundertjährige der Vereinigung Reagrupament an, die sich für die Unabhängigkeit und internationale Anerkennung Kataloniens einsetzt. 2011 kandidierte er bei den Kommunalwahlen in Barcelona und führte bei den spanischen Parlamentswahlen die Liste der Esquerra Republicana de Catalunya (ERC) für den Senat an.
2012 unterstützte er die Gründung der Unabhängigkeitsbewegung Assemblea Nacional Catalana (ANC).

## Ehrungen
1966 wurde er Mitglied der Reial Acadèmia de Medicina de Barcelona (Königliche Akademie der Medizin von Barcelona), 1980 deren Präsident. 1981 wurde er mit dem Creu de Sant Jordi (St.-Georgs-Kreuz) ausgezeichnet, der höchsten Ehrung, die die Generalitat de Catalunya (katalanische Regionalregierung) vergibt. Neben der Medalla d’Or de Barcelona (Goldmedaille von Barcelona) erhielt er im Juli 2008 den Premi Nacional a la Trajectòria Professional i Artística (Nationalpreis für die berufliche Laufbahn) von der Generalitat de Catalunya in Anerkennung seiner „ausgedehnten und prestigereichen Karriere als Chirurg und für sein ethisches und soziales Engagement“. Ebenso erhielt er 2008, im Jahr seines 100. Geburtstags, die Medalla d’Or de la Generalitat de Catalunya (Goldmedaille der katalanischen Regionalregierung).